# BFM TV
A BFM TV é um canal de notícias francês, subsidiária do grupo NextRadioTV. É um canal em sinal aberto (free-to-air) desde a sua criação a 28 de novembro de 2005. Está disponível na TNT, por cabo, por satélite, televisão via ADSL, televisão móvel (smartphones e tablets), e em direto na Internet.

## História
A BFMTV foi lançada pelo grupo NextRadioTV como uma ramificação da BFM Radio, que se concentrava exclusivamente nos negócios e na economia, em 14 de dezembro de 2004. A BFM é uma sigla da "Business FM", o nome original da BFM Business. Aprovado pelo Conseil Supérieur de l'Audiovisuel (CSA) em 5 de maio de 2005, começou a transmitir em 28 de novembro de 2005. Alain Weill é presidente e CEO desde 2005.
O "pequeno canal independente de notícias" tornou-se "uma das vozes mais influentes da mídia e da política francesas", distinguindo-se com "um formato reativo ao vivo - e abandonando o hábito francês de intermináveis conferências pré-gravadas". As classificações aumentaram continuamente e se tornaram o canal de notícias francês mais assistido em junho de 2008. Com uma participação nacional de 1,8 (a partir de meados de 2012), ele excede em muito seu primeiro concorrente, o CNews (0,7 de participação nacional). À medida que as classificações e as receitas publicitárias aumentaram, o orçamento da rede atingiu um pico de 50 milhões de euros em 2011, em comparação com 15 milhões de euros em 2006.

## Crítica
Como um canal de notícias, a BFMTV tem sido criticada por "acelerar a realidade, e criar pressão por soluções instantâneas", além de combinar o que significa ser "popular" e "populista" devido à sua busca de audiências. Assim, outras instituições de mídia insinuaram que o BFMTV promoveu a causa de Marine Le Pen, chefe do partido político nacionalista Rassemblement National. Por exemplo, o "entrevistador estrela" do BFMTV, Jean-Jacques Bourdin, foi ridicularizado por "regozijar-se com a perspectiva de uma presidente Le Pen"; tais insinuações tendem a despertar "fúria" na redação da BFMTV. Em março de 2014, o órgão regulador da mídia francesa Conseil supérieur de l'audiovisuel (CSA) examinou a distribuição do tempo de transmissão do BFMTV para candidatos à eleição, afirmando que o canal dava acesso limitado aos candidatos do UMP e do Partido Socialista, permitindo a "representação excessiva persistente" do partido também conhecido pelo seu antigo nome, Frente Nacional.
Daniel Schneidermann, um comentarista de mídia que escreve para o esquerdista Libération, acha que o BFMTV "pode não se mostrar de direita, mas acaba dessa forma de fato", alegando que a BFMTV "superabundá-la" porque eles precisam de boas avaliações e Le Pen "sempre recebe um bom público". Da mesma forma, Schneidermann observa que eles priorizam a cobertura de questões sensacionalistas, como histórias de crime, em detrimento de histórias "sociais". De fato, Bourdin e outro apresentador de TV, Christophe Hondelatte, foram descritos como um "duo de choque". Por exemplo, Hondelatte revelou que seu pagamento está vinculado ao tamanho do público que ele atrai.
A BFM foi processada em abril de 2015 por sua cobertura do cerco da Porte de Vincennes, em 9 de janeiro de 2015. Seis reféns escondidos na mercearia kosher Hypercacher afirmaram que a rede ameaçava suas vidas transmitindo o fato de que eles estavam procurando refúgio na geladeira do supermercado enquanto o cerco continuava em andamento.

## Programação
A BFM TV é um canal de informação. O canal transmite informação continuamente. Tem informação sobre política, esportes, economia, entre outros temas.

## Audiência
|      | Janeiro | Fevereiro | Março | Abril | Maio  | Junho | Julho | Agosto | Setembro | Outubro | Novembro | Dezembro | Média Anual |
| ---- | ------- | --------- | ----- | ----- | ----- | ----- | ----- | ------ | -------- | ------- | -------- | -------- | ----------- |
| 2007 |         |           |       | 0,2%  | 0,2%  | 0,2%  | 0,2%  | 0,2%   | 0,2%     | 0,2%    | 0,2%     | 0,3%     | 0,2%        |
| 2008 | 0,3%    | 0,3%      | 0,3%  | 0,3%  | 0,4%  | 0,4%  | 0,5%  | 0,5%   | 0,5%     | 0,5%    | 0,5%     | 0,5%     | 0,4%        |
| 2009 | 0,5%    | 0,6%      | 0,7%  | 0,7%  | 0,6%  | 0,9%  | 0,8%  | 0,7%   | 0,7%     | 0,6%    | 0,6%     | 0,7%     | 0,7%        |
| 2010 | 0,8%    | 0,7%      | 0,8%  | 0,8%  | 0,8%  | 0,9%  | 0,9%  | 0,9%   | 0,8%     | 1,0%    | 0,9%     | 1,1%     | 0,9%        |
| 2011 | 0,9%    | 1,1%      | 1,6%  | 1,3%  | 1,8%  | 1,5%  | 1,5%  | 1,6%   | 1,5%     | 1,7%    | 1,4%     | 1,4%     | 1,4%        |
| 2012 | 1,5%    | 1,6%      | 2,1 % | 1,8 % | 2,1 % | 2,0 % | 1,8 % | 1,7 %  | 1,8 %    | 1,7 %   | 1,9 %    | 1,8 %    | 1,8 %       |
| 2013 | 1,9 %   | 1,7 %     | 1,8 % | 1,9 % | 1,8 % | 1,9 % | 2,2 % | 2,0 %  | 2,0 %    | 1,9 %   | 1,9 %    | 1,9 %    | 1,9 %       |
| 2014 | 2,0 %   | 1,7 %     | 2,2 % | 2,1 % | 2,0 % | 2,1 % | 2,1 % | 2,1 %  | 2,3 %    | 2,0 %   | 1,9 %    | 1,9 %    | 2,0 %       |
| 2015 | 3,0 %   | 1,8 %     | 2,3 % | 1,9 % | 1,8 % | 2,0 % | 2,1 % | 2,0 %  | 2,0 %    | 2,0 %   | 3,6 %    | 2,2 %    | 2,2 %*      |
| 2016 | 2,0 %   | 1,9 %     | 2,2 % | 1,8 % | 2,2 % | 2,5 % | 2,8   | 2,8 %  | 2,1 %    | 2,3 %   | 3,1 %    | 2,4 %    | 2,3 %       |
| 2017 | 2,5 %   | 2,6 %     | 2,9 % | 3,7 % | 3,4 % | 3,0 % | 2,5 % | 2,4 %  | 2,7 %    | 2,2 %   | 2,1 %    |          | 2,7 %       |

Fundo verde : Melhor resultado histórico.

Fondo vermelho : Pior resultado histórico.

## Semelhança com a Fox News
Em 2011, o BFMTV produziu uma promoção para agradecer aos telespectadores pelo "canal de notícias mais assistido da França", que parece copiar a estrutura e o formato de uma promoção similar do Fox News Channel, produzido em 2003, que se parece com isso:
Fox News:
| “ | Obrigado América por nos fazer #1. Graças ao povo americano. Você tornou o Fox News Channel o canal de notícias mais assistido e confiável. Como participantes ativos na experiência americana, você garante uma imprensa livre e justa para todos. | ” |